# Svenska mästerskapen i fälttävlan 1989
Svenska mästerskapen i fälttävlan 1989 avgjordes i Bollnäs-Ljusdal . Tävlingen var den 39:e upplagan av Svenska mästerskapen i fälttävlan.

## Resultat
| Placering | Ryttare        | Häst    |
| --------- | -------------- | ------- |
| 1         | Agneta Nilsson | Santana |
| 2         | Ulf Johansson  | Cyklon  |
| 3         | Agneta Nilsson | Lubin   |